# Wisselmast

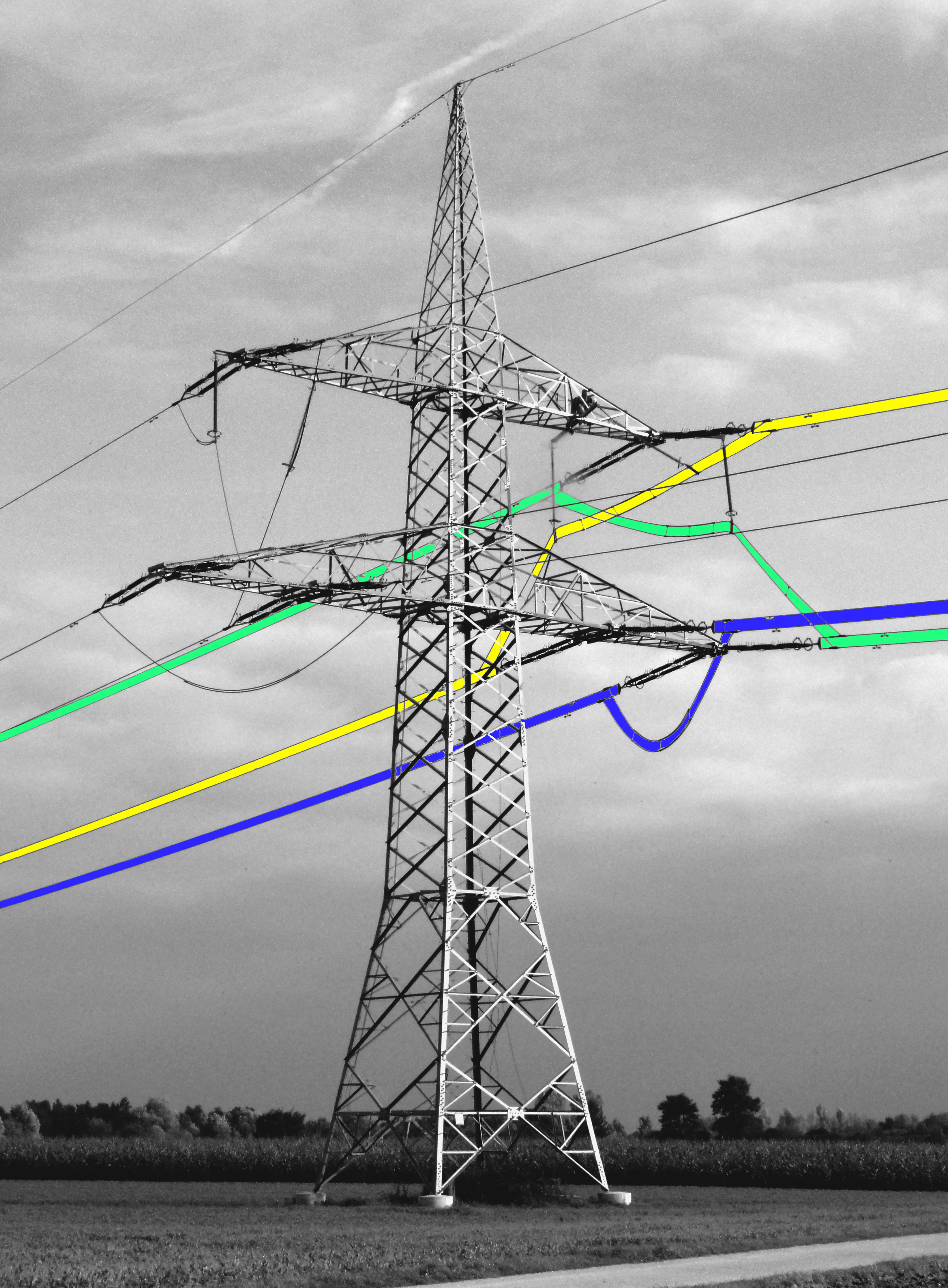
Aan de kleuren is het verloop te zien van de lijnen die van positie wisselen.

Een wisselmast of fasewisselmast is een bovengrondse hoogspanningsmast waarbij twee of drie geleiders van een of meer circuits van mastpositie wisselen.
Dit soort mast is vrijwel altijd een afspanmast of een hoekmast.
Een fasewissel kan ook worden gedaan in de overspanning tussen twee masten. 
Deze manier wordt in Nederland en Duitsland niet toegepast; het verhoogt de kans dat de geleiders met elkaar in aanraking komen.

## Uiterlijk
Wisselmasten hebben het uiterlijk van afspanmasten en hoekmasten, met daarbij een soms moeilijk te volgen verloop van doorverbindingen tussen de verschillende ophangpunten.
Afhankelijk van het mastontwerp kan de geleiderwissel er vrij simpel overzichtelijk uitzien (bij eenvlaksmasten) of gebruik maken van extra isolatorkettingen en/of staafisolatoren (bij donaumasten) of zelfs extra armen (bij tonmasten).
Ook wordt wel gebruik gemaakt van aparte verticale draden: een "harp"-constructie vergelijkbaar met die van sommige aftakmasten.

## Nut van fasewisseling
Fasewisseling verbetert het transmissiegedrag en is de moeite waard voor bovengrondse lijnen van 110 kV en meer die langer zijn dan 20 km.
Wisseling wordt toegepast bij zowel twee- als driefasencircuits.
De positie van geleiders ten opzichte van elkaar en ten opzichte van de grond is verschillend, en dat leidt tot verschillen in impedantie.
Dat kan weer leiden tot verschillen in stroomsterkte tussen de geleiders van de verschillende fasen, met alle nadelen van dien. 
Met fasewissels worden die verschillen min of meer geëgaliseerd, vooral de capaciteit.
Alternatief voor fasewisseling is de inzet van condensatorbanken op onderstations.
Een ander doel van fasewisseling is verkleinen van het magneetveld van de lijn.

## Verbreiding
In België komen vrijwel geen wisselmasten voor (in ondergrondse leidingen komt wèl fasewisseling voor).
In Nederland worden geen nieuwe wisselmasten meer gemaakt; zo nodig worden condensatorbanken op de onderstations gebruikt om hetzelfde effect te bereiken.

## Foto's

wisselmasten
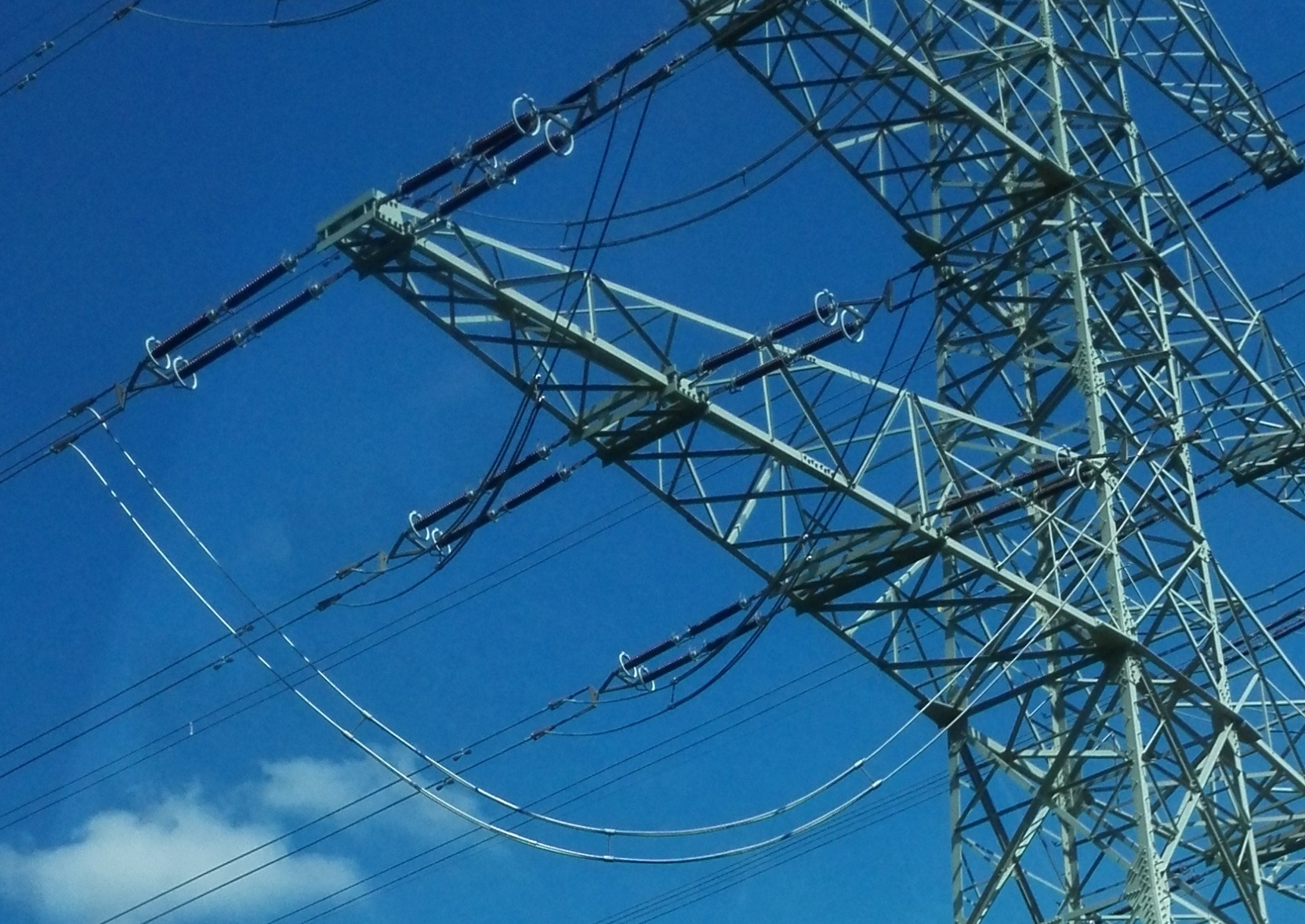
Fasewissel van eenvlaksconfiguratie
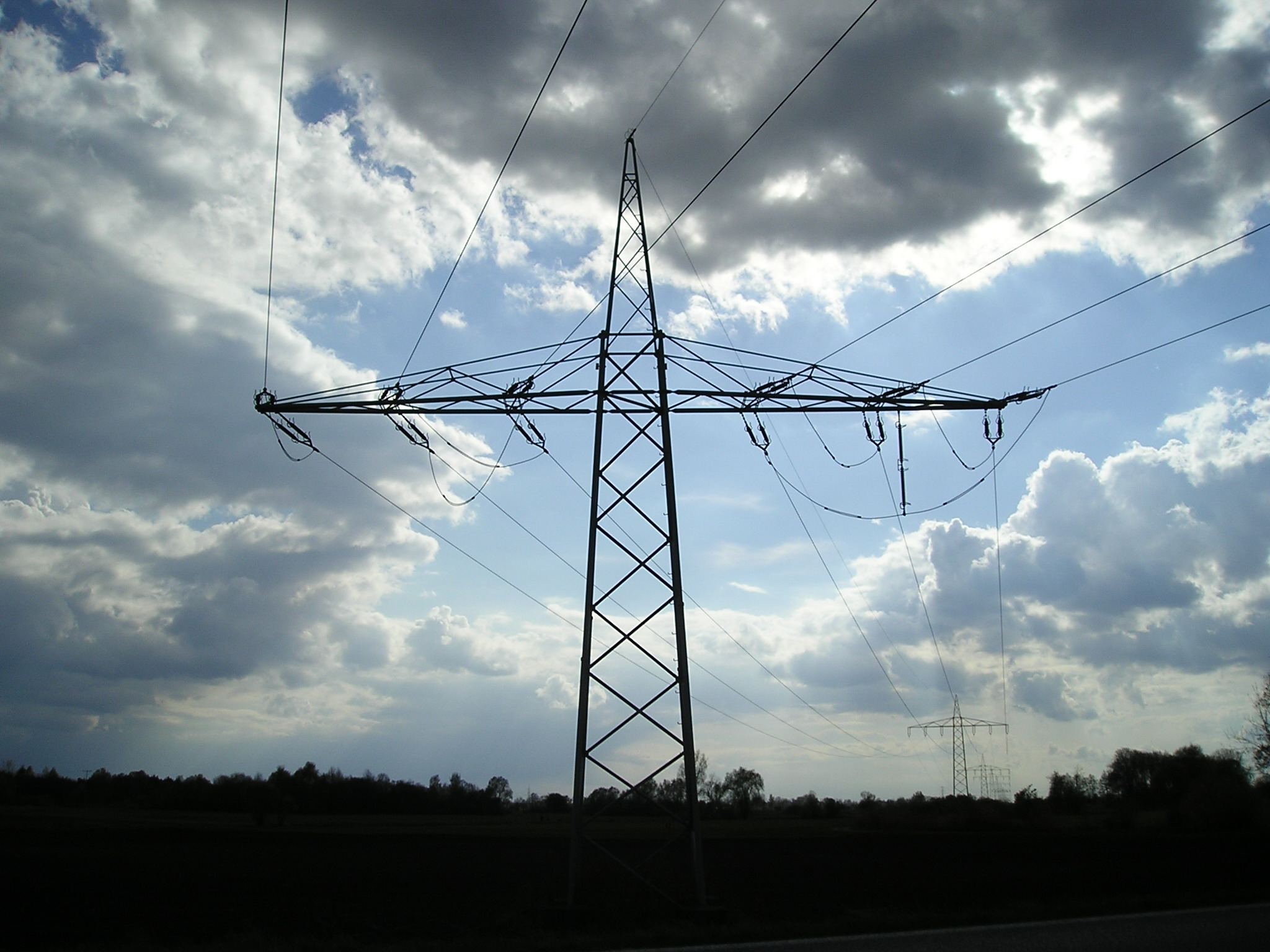
Rechts faserotatie, links wisseling van twee fasen; zodoende wordt de draairichting omgekeerd.
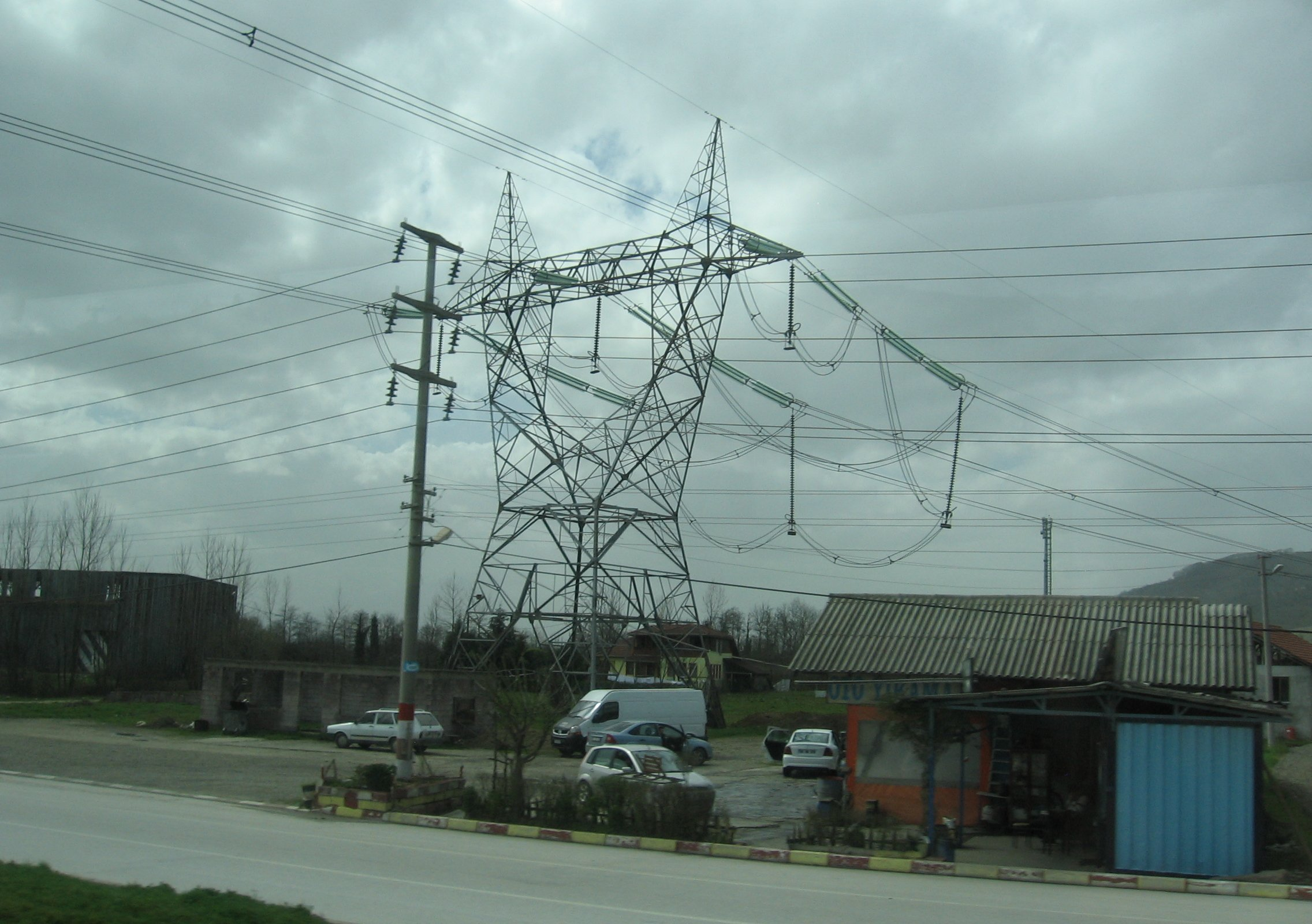
Fasewissel achter deze deltamast met één circuit.
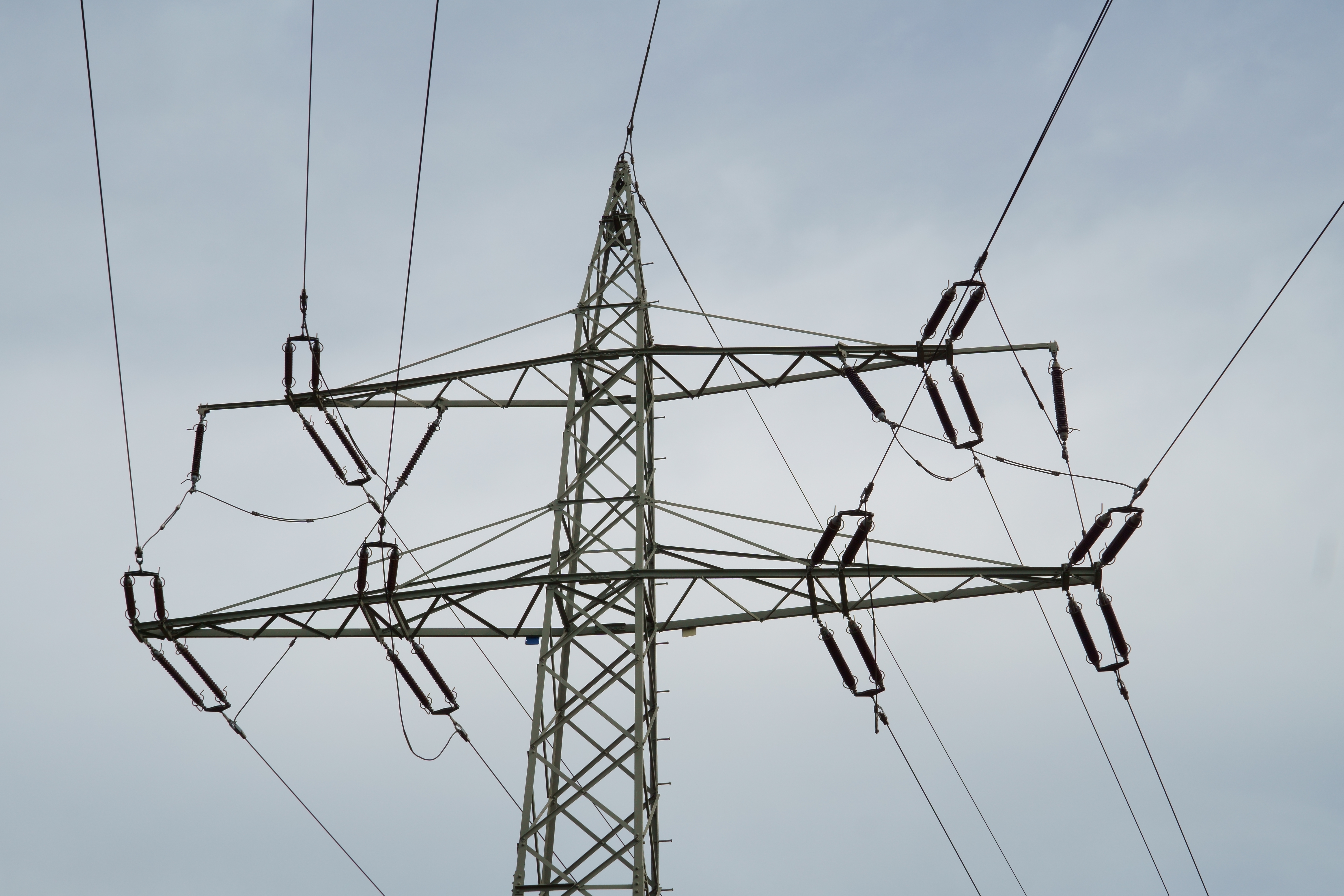
Donaumast met fasewisseling in beide circuits
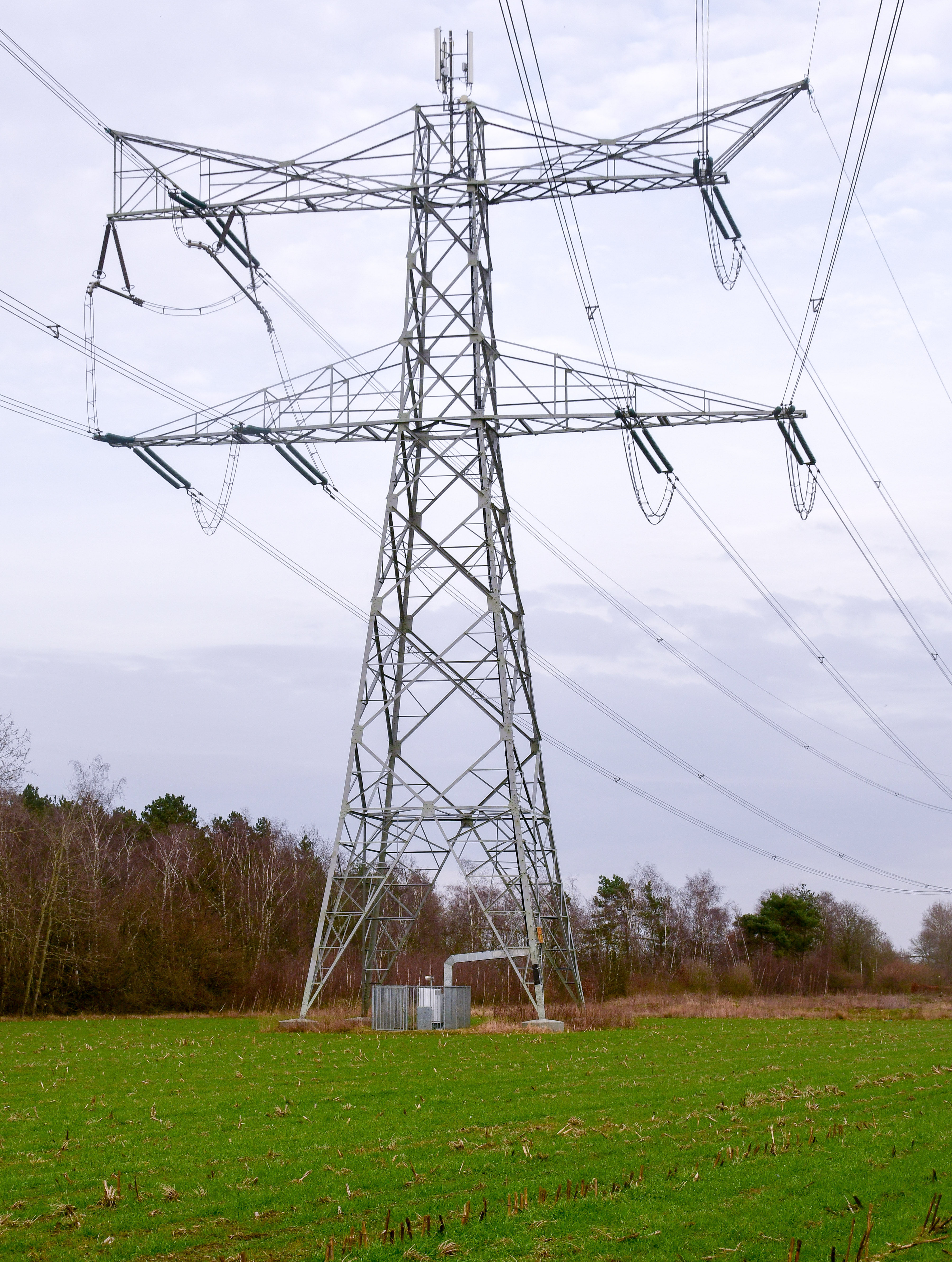
Donaumast met fasewisseling in één circuit, voor kleiner magneetveld verderop
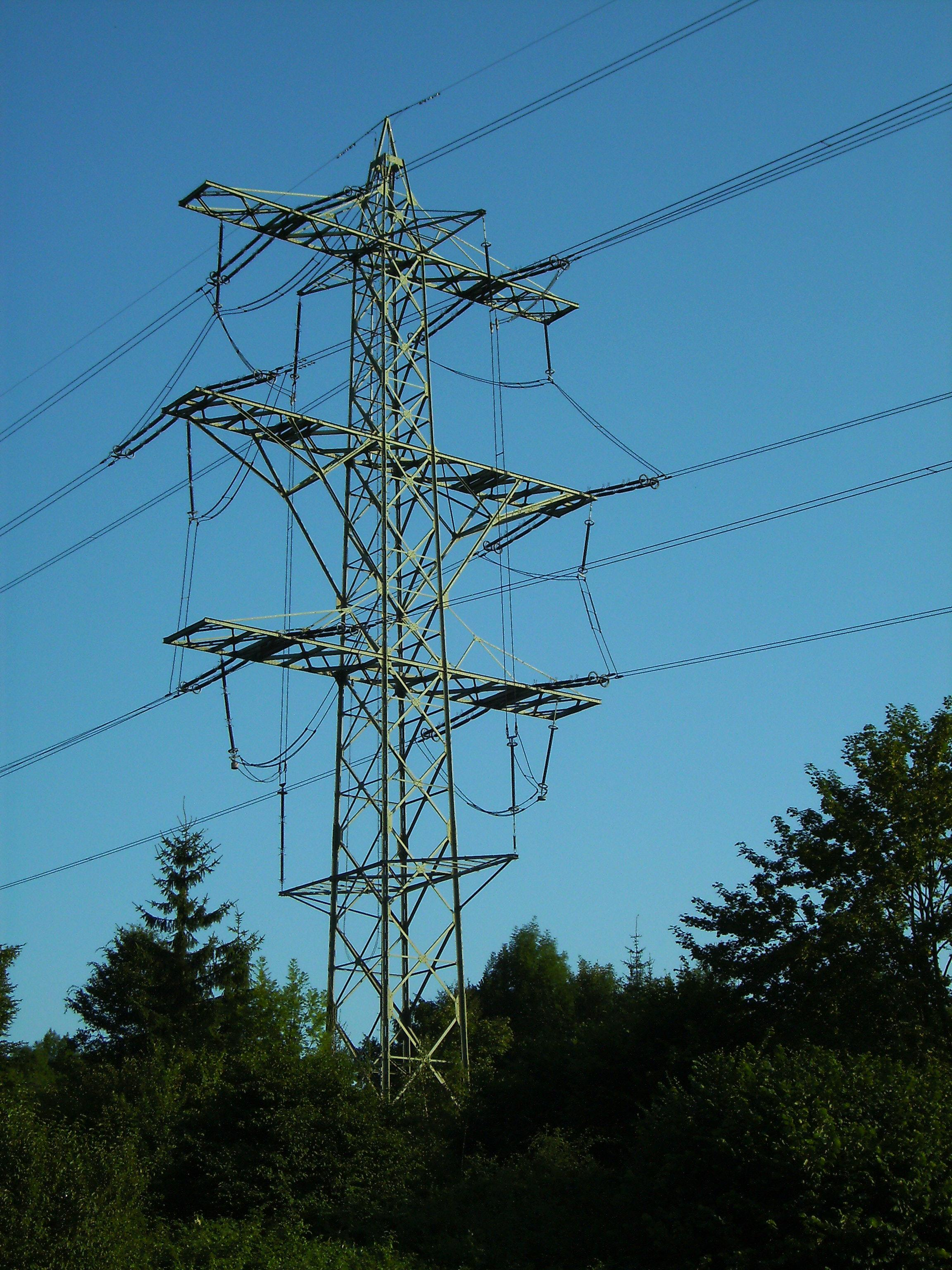
Tonmast met fasewissel in beide circuits, tegengestelde draairichtingen, en "harp"-constructie.
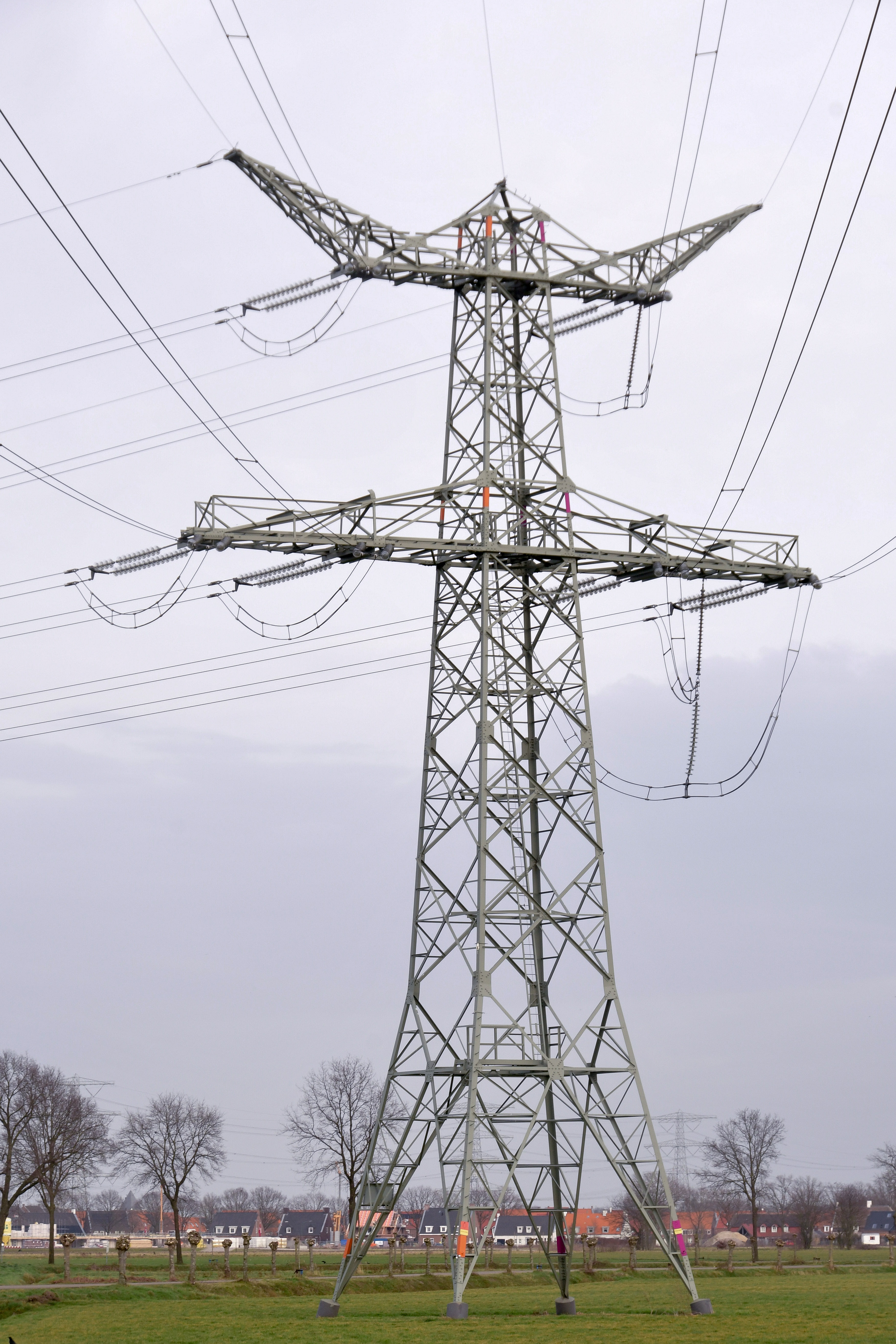
Wisseling van twee van de drie geleiders (rechtsonder) van het rechtercircuit
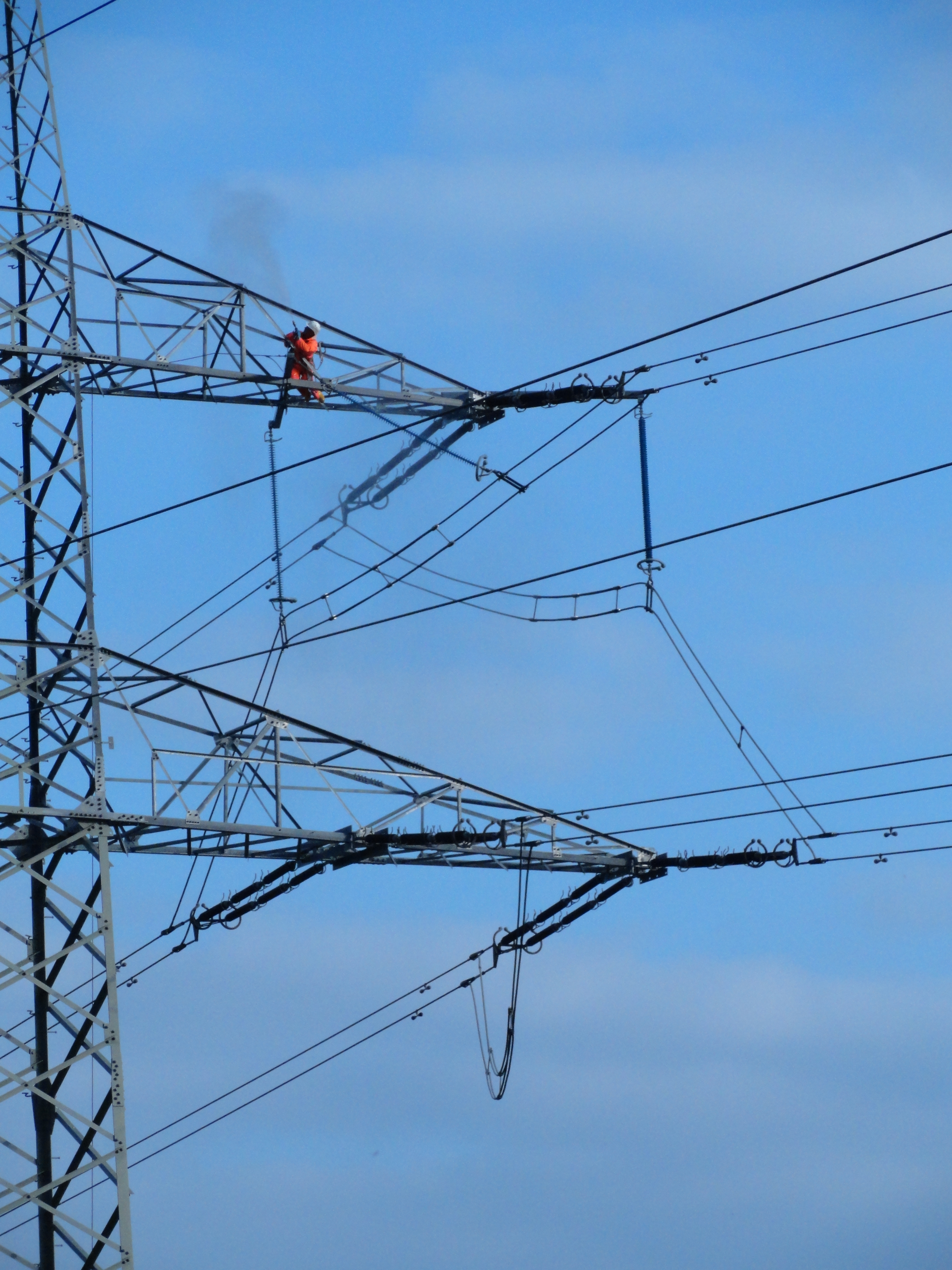
Werkzaamheden aan een wisselmast